# Двойной турнуа
Двойной турнуа или Двойной турский денье (фр. Double Tournois) — разменная билонная, позднее медная монета, чеканившаяся во Франции и в некоторых других государствах Западной Европы с конца XIII века по 1647 год. Двойной турнуа равнялся двум турским денье и составлял 1/6 часть су или 1/120 часть турского ливра.
Во Франции во время правления Генриха III, Генриха IV и Людовика XIII, это была самая распространенная разменная монета.

## Чеканка билонной монеты
Два с половиной века двойные турнуа чеканились ручным методом из низкопробного билона с очень низким содержанием серебра, доля которого в сплаве не превышала 15-20 %. Остальные 80-85 % приходились на более дешёвую медь. Такие монеты относятся к категории так называемых «черных» монет.
Первые двойные турнуа стал чеканить Филипп IV ле Бель (1285—1314), который попытался таким способом поправить финансовое положение королевства. Новые монеты были неполноценными, так как их реальный вес (от 0,9 до 1,3 грамм) не соответствовал весу двух турских денье, весивших каждый по 0,9 — 1,1 граммов, поэтому встретили враждебный прием населения.
Чеканка билонных двойных турнуа была возобновлена при короле Филиппе VI и продолжалась более 200 лет до правления Генриха III. Монеты этого периода сильно различались по внешнему виду и легенде. Чаще всего на них изображался крест и королевские лилии — символ династии Валуа. Варианты легенды: «MONETA DUPLEX», «DUPLEX TURONUS FRANCIE», «SIT NOMEN DNI BENEDICTUM» и др.

## Чеканка медной монеты
В 1577 году, во времен правления Генриха III начинается чеканка двойных турнуа из меди. Это был смелый шаг, так как население в те времена очень серьёзно относилось к реальной стоимости металла из которого изготовлена монета и часто противилось попыткам заменить серебряные или билонные деньги на медные. Новые двойные турнуа имели официальный вес 3,138 грамма, хотя реально он редко превышал 2.5 — 2.8 г. На аверсе помещался портрет короля и его титул на французском языке, например: «HENRI IV, ROI DE FRANCE ET DE NAVARRE». На реверсе изображались три королевские лилии и номинал: «DOVBLE TOVRNOIS». Такой дизайн монет закрепился и использовался в дальнейшем.
Падение цен на медь, произошедшее благодаря открытым в Швеции медным рудникам позволило выпустить эти монеты очень большими тиражами. Помимо Парижского монетного двора они чеканились ещё в двух десятках городов Франции. Место чеканки обозначалось литерой на аверсе, обычно выгравированной ниже портрета короля: «A» — Париж, «D» — Лион, «T» — Нант, «H» — Ла-Рошель и т. д.
Бо́льшая часть двойных турнуа этого периода изготовлены с применением механической чеканки, хотя попадаются монеты отчеканенные вручную, отличающиеся некруглой формой, неровным гуртом и неравномерной толщиной. Особенно характерны такие монеты для периода борьбы Генриха IV с Католической лигой.

## Двойной турнуа других государств и территорий
Во времена Людовика XIII многие князья карликовых суверенных и полунезависимых княжеств расположенных на границах Франции начинают чеканить свои двойные турнуа. Эти монеты в целом повторяют размер, вес и дизайн французских, и отличаются легендами и портретами правителей. Наиболее известные из них:
- Кардинал Карл де Бурбон[5] (как король франции Карл X), монеты чеканились Католической лигой в Дижоне и Труа.
- Максимильен де Бетюн, герцог Сюлли (суверенное княжество Буабель-Анришемон).
- Принцы Людовик III де Монпансье, Франсуа де Бурбон, герцог де Монпансье и Генрих де Бурбон, Мария де Бурбон-Монпансье[6] и Гастон Орлеанский (княжество Домб).
- Принцы Оранские — Фредерик Генрих Оранский, Вильгельм II Нассау-Оранский, Вильгельм III Оранский, Фредерик-Морис II ла Тур д’Овернь.
- Генриетта Лотарингcкая, принцесса Фальсбурга и Ликсхейма (княжество Пфальцбург и Ликсхейм)[7].
- Князья Карл I и Карл II Гонзага (княжество Арш-Шарлевиль).
- Принц Франсуа де Бурбон Конти (княжество Шато-Рено).
- Анри де ла Тур д’Овернь и Фредерик-Морис де ла Тур д’Овернь, принцы Седана и герцоги Бульонские.
- Принц Седана Гийом-Робер де ла Марк.
- Жан-Теодор, граф Левенштайн-Вертхайм-Рошфор, лорд Куньон[8].

- Двойные турнуа
- Двойной турнуа, 1590, Карл X, кардинал де Бурбон. Чеканка Католической лиги, Дижон.
- Двойной турнуа, 1622 год, медь. Домб, Мария де Бурбон-Монпансье.
- Двойной турнуа, 1642 год, медь. Домб, Гастон Орлеанский.
- Двойной турнуа, 1636 год, медь. Седан, Фредерик-Морис де Ла Тур.
- Двойной турнуа, 1637 год, медь. Буабель-Анришемон, Максимильен де Бетюн.
- Двойной турнуа, 1611 год, медь. Людовик III, Лион. На аверсе портрет юного короля.

По мере поглощения Францией пограничных княжеств во времена политики присоединений в 1679—1681 эти территории постепенно теряли право на чеканку собственной монеты. В самой Франции выпуск двойных турнуа прекратился в начале правления Людовика XIV. В 1644 и 1647 годах были отчеканены последние небольшие тиражи. Им на смену пришла более тяжелая медная монета лиард, равная трем турским денье с официальным весом 3,824 г.
Двойные турнуа также чеканили принц Монако Оноре II Гримальди и папа Урбан VIII в Авиньоне.